# ردنی ون بویزن
ردنی ون بویزن (انگلیسی: Rodney van Buizen؛ زادهٔ ۲۵ سپتامبر ۱۹۸۰) بازیکن بیسبال اهل استرالیا است.